# Ryūhei Kitamura
Ryūhei Kitamura (jap. 北村 龍平 Kitamura Ryūhei; ur. 30 maja 1969 w Osace) – japoński reżyser, członek Directors Guild of America. Popularność na Zachodzie przyniosły mu filmy przede wszystkim filmy Godzilla: Ostatnia wojna (2004) i Nocny pociąg z mięsem (2008).

## Życiorys
W wieku siedemnastu lat porzucił szkołę średnią, przenosząc się do australijskiej School of Visual Arts. Pierwszym jego filmem był krótkometrażowy Exit, dzięki któremu, mając dziewiętnaście lat, ukończył szkołę. Po ukończeniu szkoły powrócił do Japonii, gdzie założył napalm Films, swoje studio filmów niezależnych. Pierwsze niezależne produkcje Kitamury, Down to Hell (1997) i Heart After Dark (1999), cieszyły się popularnością na festiwalach filmowych, co ostatecznie pozwoliło mu na stworzenie Versusa, dzięki któremu zyskał międzynarodowy rozgłos. Następnie nakręcił kilka innych znanych filmów, m.in. adaptację mangi Yū Koyamy Azumi (2003) oraz Sky High (2003) – prequel serialu telewizyjnego pod tym samym tytułem, będącego adaptacją mangi Tsutomu Takahashiego.
We współpracy z Yukihiko Tsutsumim postanowili stworzyć najlepszy film akcji, wyprodukowany minimalnymi nakładami budżetu i czasu – Dual Project; segment wyreżyserowany przez Kitamurę nazwany został Aragami. Reżyserował również przerywniki filmowe do gry Metal Gear Solid: The Twin Snakes, był producentem Battlefield Baseball (2003) – debiutu reżyserskiego Yūdai Yamaguchiego, współscenarzysty Versusa. W 2004 roku wyreżyserował film świętujący 50-lecie Godzilli – Godzilla: Ostatnia wojna, którego premiera odbyła się w Hollywood. Cztery lata później do kin wszedł pierwszy film Kitamury zrealizowany w USA – Nocny pociąg z mięsem, horror na podstawie noweli Clive’a Barkera.

## Filmografia
- Down to Hell (1997)
- Heat After Dark (1999)
- Versus (2000)
- Alive (2002)
- Jam Films, segment The Messenger: Requiem for the Dead (2002)
- Aragami (2003)
- Azumi (2003)
- The Messenger (2003)
- Sky High (2003)
- Longinus (2004)
- Godzilla: Ostatnia wojna (2004)
- LoveDeath (2006)
- Nocny pociąg z mięsem (2008)
- Yoroi (2009)